# 2022년 오스트레일리아 의회 선거
2022년 오스트레일리아 의회 선거는 전체 151석인 오스트레일리아 하원 의석과 전체 76석 중 40석인 오스트레일리아 상원 의석을 선출하기 위해 2022년 5월 21일 실시된다. 하원의원 선거는 소선거구제에 기반한 선호투표제로 진행되며, 상원의원 선거는 비례대표제에 기반한 단기 이양식 투표 제도로 진행된다.
선거 결과 노동당이 승리함으로서 9년만에 정권교체가 이뤄졌으며, 스콧 모리슨 총리는 패배를 인정하고 자유당 대표에서 물러났다.
신임 당대표로는 피터 더튼 전 국방장관이 선출되었다.